# Rotonda pentagonal giroelongada
En geometría, la rotonda pentagonal giroelongada es uno de los sólidos de Johnson (J25). Como sugiere su nombre, puede construirse giroelongando una rotonda pentagonal (J6) mediante la fijación de un antiprisma decagonal a su base. También puede verse como una birrotonda pentagonal giroelongada (J48) a la que se ha quitado una rotonda pentagonal.
Los 92 sólidos de Johnson fueron nombrados y descritos por Norman Johnson en 1966.